# Elisabeth Florin

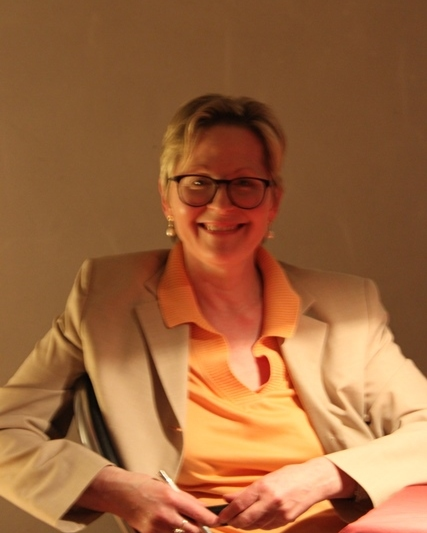
Elisabeth Florin

Elisabeth Florin (eigentlich Claudia Vogl-Mühlhaus; * 4. August 1958 in Augsburg) ist eine deutsche Autorin und Finanzjournalistin.

## Leben
Nach einem Seminar für Journalistik in München absolvierte die gebürtige Bayerin Seminare und Praktika in Brixen und in Bozen, unter anderem beim deutschen Sender der Radiotelevisione Italiana. Mittlerweile arbeitet sie seit zwanzig Jahren als Autorin, Finanzjournalistin und Kommunikationsexpertin für Banken und Fondsgesellschaften in Frankfurt am Main. Als Ausgleich zu diesem hektischen Berufsalltag hatte sie 2003 angefangen, ein Buch zu schreiben.
Die Zeit, die sie in Südtirol verbrachte, war sehr prägend. Inspiriert von dieser Region und deren Historie spielt ihr erster Kriminalroman in Meran. Commissario Pavarotti trifft keinen Ton wurde beim Emons-Verlag 2013 veröffentlicht. Mit dem gemütlichen, italienischstämmigen Luciano Pavarotti und der etwas zickigen deutschen Touristin Lissie, die sich als Amateurdetektivin beweisen möchte, hat sie als Protagonisten ein ungleiches Ermittlerpaar geschaffen. Pavarotti stellt einen Charakter dar, „für den ein berühmter Name eine Belastung darstellt, mit der er nur sehr schwer fertig wird“. Zeitgeschichtlichen Hintergrund bilden die Südtiroler Bombenjahre. Krimi-Rezensent Christian Koch ist der Meinung, dass es der Autorin gelungen sei, deutsche, italienische sowie österreichische Geschichte toll in den Romaninhalt einzubinden. Auch zeige sich der Kriminalroman als ein wichtiges Transportmittel für gesellschaftlich relevante Themen. Das Buch stand 2013 sechs Monate lang auf der Bestsellerliste der meistverkauften Bücher Südtirols, zwei Mal sogar auf Platz 1. Auch Commissario Pavarotti spielt mit dem Tod, das am 19. Mai 2016 veröffentlicht wurde, stieg, wie auch die beiden Werke zuvor, in die Bestsellerliste Südtirols ein.

## Publikationen
- Commissario Pavarotti trifft keinen Ton. Emons, Köln 2013, ISBN 978-3-95451-122-8.
- Commissario Pavarotti küsst im Schlaf. Emons, Köln 2014, ISBN 978-3-95451-439-7
- Commissario Pavarotti spielt mit dem Tod. Emons, Köln 2016, ISBN 978-3-95451-808-1[10]
- Commissario Pavarotti kam nie nach Rom. Emons, Köln 2018, ISBN 978-3-7408-0316-2
- Commissario Pavarotti probt die Liebe. Emons, Köln 2020, ISBN 978-3-7408-0781-8
- Merano mortale. Emons, Köln 2022, ISBN 978-3-7408-1319-2